# تبعات الموت الأسود

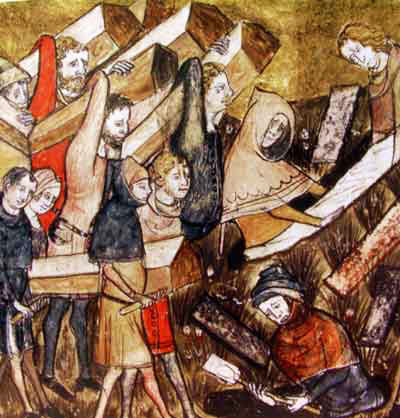
سكان تورناي يقومون بدفن ضحايا الطاعون.

تضمّنت تبعات الموت الأسود عددا من الهزات الدينية والاجتماعية والاقتصادية، التي بدت آثارها جسيمة على التاريخ الأوربي. كان الموت الأسود من أشد الجوائح ضررا في تاريخ الإنسان، حيث وصل أقصى ضرره في أوروبا بقتل 30-95% من السكان بين عامي 1347 و1350. وقد نقص العدد التقريبي لسكان العالم من 450 مليون إلى أن أصبح يتراوح ما بين 350 و375 في العام الرابع عشر. استغرق الأوربيون 150 سنة وفي بعض المناطق 250 سنة لكي يستعيدوا وضعهم السابق.
بيد أن نظرة الناجين كانت أن أضرار المرض لم تكن بتلك الحدة، وذلك لكثرة الطلب على الأيدي العاملة في تلك الفترة. احتج هيلتون أن الناجين من الفلاحين في تلك الفترة عاشوا تحسنا كبيرًا في أحوالهم. بالنسبة للفلاحين الإنجليزيين فقد كان القرن الخامس عشر عصرًا ذهبيًا من الحصاد والفرص الجديدة، حيث ازدهرت الأراضي وارتفعت الأجور وزال الإقطاع. وبعد قرن من الزمن، عاد نمو السكان، وعاد الفلاحون لمواجهة المصاعب من استحلال الأراضي والمجاعات.

## إحصائيات الموتى

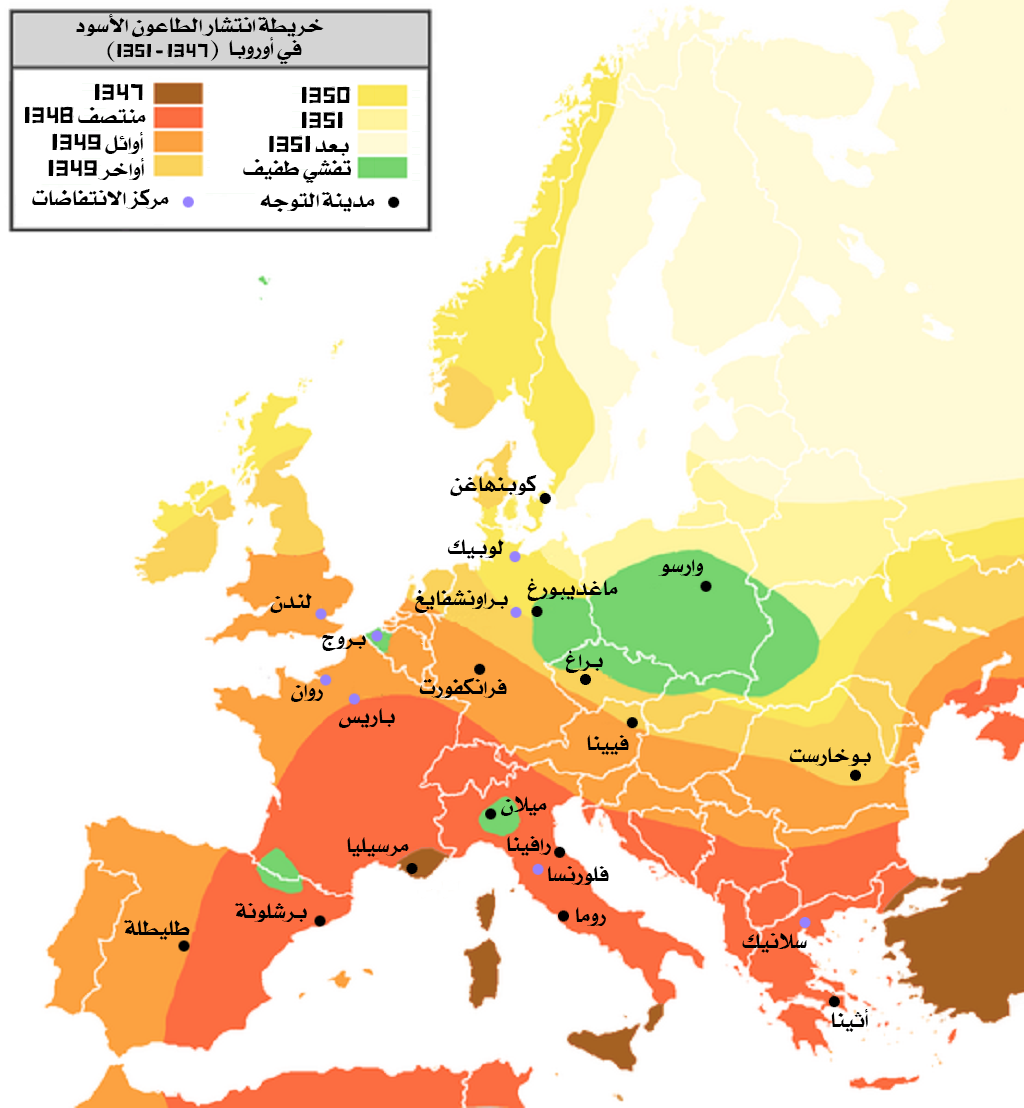
انتشار "الموت الأسود" من 1347 إلى 1351 في اوربا.

تفاوتت احصائيات الموتى تفاوتًا كبيرًا بحسب المنطقة والمصدر. تشير التقديرات إلى أنه قتل ما بين 75-430 مليون نسمة في القرن الرابع عشر. يقول مؤرخ العصور الوسطى فيليب دايليدر في 2007:
تشير الأبحاث الجديدة إلى أن 45% إلى 50% تقريبا من سكان أوروبا ماتوا خلال 4 سنوات، وهناك مقدار معتبر من التنوع الجغرافي. في أوروبا الوسطى وإيطاليا وجنوب فرنسا وإسبانيا حيث استمر الطاعون 4 سنين متواصلة، كانت النسبة حوالي 75% -80% من عدد السكان. وفي ألمانيا وبريطانيا فهي حوالي 20%.

### الصين
تقديرات  تأثير الطاعون على سكان آسيا مبنية على إحصائيات السكان في تلك الفترة وتقديرات إحصائيات الموتى في مراكز السكان. قضى الظهور الأول للطاعون في محافظة هوبيي الصينية في عام 1334 على 90% من السكان. واجهت الصين عدة أوبئة ومجاعات من عام 1200 حتى 1350 وقد نقص عدد السكان من 125 إلى 65 مليون نسمة في أواخر العصر الرابع عشر.

### أوروبا
يقدّر أنه ما بين ربع إلى ثلث الأوربيين (20 مليون نسمة) ماتوا في فترة ما بين 1348 و1350. المراقبون في ذلك الوقت كجين فروسارت قدَروا النسبة بأنها الثلث، وهي نسبة أقل مما ورد في رؤيا يوحنا. كثير من القرى النائية صارت عديمة السكان وغالب تلك كان من القرى الصغيرة، إذ أن الناجين القلائل هاجروا إلى المدن الكبيرة تراكين خلفهم قرى مهجورة. كان أثر الموت الأسود متفاوتًا على ثقافة المدن والقرى، رغم أن القرى (التي كان يعيش فيها أغلب السكان) تأثّرت أيضًا بشدة. بعض القرى مثل قرى شرق بولندا وقرى ليتوانيا كان يسكنها عدد قليل من السكان وكانوا معزولين فلم يظهر عندهم الطاعون. أيضًا لم تتأثر -لأسباب غير معلومة- أجزاء من المجر ودوقية برابنت ومقاطعة هينو ودوقية ليمبورخ وسانتياغو دي كومبوستيلا (بعض المؤرخين برروا ذلك بوجود فصائل دم ذات مناعة في السكان المحليين مما ساعد في مقاومة المرض، إلا أن ذلك لا يفسر غياب موجة الطاعون الثانية عام 1360-1363 وغيابه بقية المرات التي عاد فيها المرض). من المناطق الأخرى التي نجت من المرض مناطق جبلية معزولة (مثل البرانس). كانت المدن الكبيرة أشد المتضررين، لأن الكثافة السكانية وتقارب العمران ساعد المرض على الانتشار. كانت المدن أيضا قذرة، فكانت مليئة بالقمل والبراغيث، والفئران ومليئة بالأمراض المتعلقة بقلة النظافة. يقول الصحفي جون كيلين:
«للأسف فإن سوء الصرف الصحي جعل من أوروبا القرون الوسطى مليئة بالأمراض، لا تستطيع أي مدينة مهما كان حجمها، المحافظة عدد سكانها دون تدفق المهاجرين من القرى».
تدفق السكان الجدد ساعد في انتشار الطاعون بين المجتمعات، كما ساهم في طول مدة انتشار الطاعون في المجتمعات الكبيرة.

## الآثار الاجتماعية والبيئية والاقتصادية
مع عجز المعالجين في القرن الرابع عشر عن تفسير سبب الطاعون عزاه الأوروبيون إلى القوى الفلكية والزلازل وتسميم اليهود للآبار. لم يعتبر أحد في القرن الرابع عشر السيطرة على الفئران وسيلة ممكنة لدرء الطاعون، وبدأ الناس يعتقدون أن غضب الاله وحده يمكن أن ينتج مثل هذه المظاهر المرعبة. كانت هناك العديد من الهجمات ضد الجماعات اليهودية. في فبراير 1349، قتل 2000 يهودي في ستراسبورغ. في آب من العام نفسه، أبيدت الجاليات اليهودية ماينز وكولونيا.
أما فيما يخص السُّلطات الحكومية، فقد سنّ معظم الملوك إجراءات تحظر تصدير المواد الغذائية، وأدانت المضاربين في السوق السوداء، وفرضت أسعارًا محددّة على الحبوب، وحظرت الصيد على نطاق واسع. أفضل ما يقال عن هذه الإجراءات أن معظمها لم يكن قابلًا للتنفيذ. وأسوأ ما يقال عنها فإنها ساهمت في التدهور الذي شهدته القارة الأوروبية. لم تكن الأراضي الأكثر تضررا مثل إنجلترا قادرة على على شراء الحبوب من فرنسا بسبب الحظر ومن معظم بقية منتجي الحبوب بسبب تلف المحاصيل بسبب نقص في اليد العاملة. أما الحبوب التي شُحِنت فقد انتهى بها المطاف إما في أيدي القراصنة أو اللصوص ليتم بيعها في السوق السوداء. وفي الوقت نفسه، فإن بعضًا من كبرى الدول، وأبرزها إنجلترا وأسكتلندا، كانت تخوض حربًا، مما دفعها إلى إنفاق الكثير من أموالها، مما ساهم في تفاقم التضخم المالي. في عام 1337، عشية أول موجة من الموت الأسود، خاضت إنجلترا وفرنسا الحرب التي تعرف الآن باسم حرب المائة عام. جعل سوء التغذية والفقر والمرض والجوع إلى جانب الحرب والتضخم المالي المتزايد والمخاوف الاقتصادية الأخرى أوروبا في منتصف القرن الرابع عشر جاهزة للمأساة.
اكتظت بالسكان أوروبا قبل الطاعون؛ وانخفاض السكان بنسبة 30٪ إلى 50٪ نتج عن ارتفاع الأجور وزيادة الأراضي والمواد الغذائية المتاحة للفلاحين بسبب قلة المنافسة على الموارد. في عام 1357، ثلث الأملاك في لندن لم تكن مستخدمة بسبب التفشي الحاد للمرض في 1348-1349. ومع ذلك، لأسباب لا تزال قيد النقاش، انخفض عدد السكان بعد الانفجار الأول للموت الأسود حتى حوالي عام 1420، ولم يبدأ الارتفاع مرة أخرى حتى عام 1470، لذلك لا يعد اندلاع الموت الأسود وحده سبباً كافياً لتفسير طول فترة الانخفاض.

### التأثير على الفلاحين
كانت تبعات النقص الكبير لأعداد السكان إيجابية للفلاحين الناجين في إنجلترا وأوروبا الغربية، إذ ازداد الحراك الاجتماعي، حين تسبب نقص السكان بإضعاف التزام الفلاحين بالبقاء في مواطنهم التقليدية (وكان التزامهم ضعيفًا أصلا). النظام الإقطاعي لم يعد أبداً وكانت الأرض وفيرة والأجور عالية واختفى مفهوم القنانة، كان الصعود ممكنًا وكان الأبناء الأصغر سناً والنساء أكثر المستفيدين. لما عاد النمو السكاني فيما بعد وواجه الفلاحين الحرمان والمجاعة مرة أخرى.
على النقيض من ذلك تجدّدت صرامة القوانين في أوروبا الشرقية وأحكم ارتباط الفلاحين المتبقين بالأراضي أكثر من أي وقت مضى بنظام القنانة. المناطق الأقل سكاناً في أوروبا الشرقية كانت أقل تأثرا بالموت الأسود ولذلك كانت ثورات الفلاحين أقل شيوعا في القرنين الرابع عشر والخامس عشر، فلم تحدث في الشرق حتى السادس عشر إلى القرن التاسع عشر.
علاوة على ذلك أدى الانخفاض الكبير في عدد السكان إلى انخفاض أسعار الأراضي، والمزيد من الغذاء للفلاحين المتوسط، وزيادة كبيرة نسبيا في نصيب الفرد من الدخل بين الفلاحين في القرن الذي تلى الطاعون إن لم يكن على الفور.
وبما أن الطاعون ترك مساحات شاسعة من الأراضي الزراعية مهملة، كانت متاحة أكثر للرعي، وساهمت في وضع مزيد من اللحوم في السوق. ارتفع استهلاك اللحوم ومنتجات الألبان، كما فعل تصدير لحوم البقر والزبدة من البلدان المنخفضة والدول الإسكندنافية وشمال ألمانيا. ومع ذلك، فغالبا ما حاولت الطبقة العليا إيقاف هذه التغييرات، كان ذلك في البداية في أوروبا الغربية، لكنه كان أكثر قوة ونجاحاً في أوروبا الشرقية. سُنّت قوانين تحدّد ما يمكن للناس (وخاصة طبقة الفلاحين) ارتداءه، بحيث يمكن للنبلاء التأكد من أن الفلاحين لا يلبسون ولا يتصرفون كأعضاء طبقة أعلى إذا ما زادت ثرواتهم. كان هناك تكتيك آخر لتحديد الأسعار والأجور بحيث لا يمكن للفلاحين زيادة الطلب مع زيادة القيمة. في إنجلترا فرض النظام الأساسي للعمال 1351 وهذا يعني أنه لا يمكن للفلاحين أن يطلبوا أعلى مما كانت أجورهم عليه في 1346. كان نجاح هذه الإجراءات متفاوتًا بحسب مقدار التمرد الذي واجهته هذه التشريعات، إذ كان هذا القانون أحد أسباب ثورة الفلاحين في إنجلترا عام 1381.
على الأرجح كان التطور السريع لقانون الوكالة واحداً من تبعات الموت الأسود بعدما توفّي العديد من ملّاك الأراضي النبلاء فتركوا العقار لأراملهم وأيتامهم القُصّر.

### تأثير على العمال في المناطق الحضرية
من نتائج الانخفاض الحاد في أعداد السكان الذي نجم عن وباء الطاعون، ارتفعت أجور العمال وبدؤوا بالانتقال استجابة لعروض العمل. فرضت السلطات المحلية والمالكة في أوروبا الغربية ضوابطاً للأجور. هذه الضوابط الحكومية سعت إلى تجميد الأجور لنفس المستويات التي كانت قبل الموت الأسود. ففي إنجلترا على سبيل المثال، قانون العمال، الصادر في 1349، والنظام الأساسي للعمال، الذي صدر عام 1351، قيدا كل من الزيادات في الأجور ونقل العمال. إذا حاول العمال ترك وظائفهم الحالية، كان لأرباب العمل الحق في أن يزجوا بهم في السجن. كان النظام الأساسي ضعيفا في معظم المناطق، وتضاعفت الأجور الزراعية في إنجلترا في متوسط بين 1350 و 1450، على الرغم من أنها مرت بمرحلة ظلت جامدة بعد ذلك حتى نهاية القرن ال19.
يرى سامويل كون في مقارنته بين البلدان بأن هذه القوانين لم تكن تهدف في المقام الأول إلى تجميد الأجور، بل كانت استجابة لمخاوف النُخب من جشع الطبقات الدنيا وصلاحياتها بعدما اكتسبت الحرية. يقول سامويل كون أن القوانين تعكس القلق الذي تلا الموت الأسود كالموت الجماعي والدمار، وقلق النخبة من بعض المظاهر مثل حركة الجلادين واضطهاد اليهود، والكاتالونيين، والمتسولين.

### الحلول لتوفير العمالة
بحلول عام 1200 أزيلت كل أشجار حوض البحر الأبيض المتوسط أغلب ألمانيا الشمالية وحصدت كل أراضيهما. أستبدلت الأعشاب والحيوانات الأصلية بالأعشاب والحيوانات المحلية. مع نقص عدد السكان انقلبت هذه العملية، وعاودت كثير من النباتات القديمة النمو. وبدأت الأشجار بالظهور في الحقول والمراعي المهجورة.
شجّع الموت الأسود تطوير حلول لتوفير العمالة مما أدى إلى زيادة الإنتاجية. كان هناك تحول من زراعة الحبوب إلى تربية الحيوانات. زراعة الحبوب احتاجت الكثير من الأيدي العاملة، بينما تربية الحيوانات لم تحتج إلا لراعٍ وكلاب ومرعى.
جلب الطاعون نهاية حتمية للقنانة في أوروبا الغربية. كان النظام الإقطاعي في مشاكل مسبقة لم تنتهِ، لكن الطاعون أكد زواله من غالب أوروبا الغربية وكل أوروبا الوسطى بحلول عام 1500. نقص السكان الشديد والهجرة من القرى إلى المدن أدى إلى نقص حاد في الأيدي العاملة الزراعية. الكثير من القرى هجرت. بين عام 1350-1500 في بريطانيا وحدها هُجرت أكثر من 1300 قرية. كانت أجور العمال عالية لكن التضخم بعد الطاعون جعل قيمة الأجور الحقيقية تنحدر.
حصل أيضا تغيير في قانون الميراث. قبل الطاعون كان ميراث الأملاك يقتصر على الذكور وخصوصا الذكور الأكبر سنا. لكن بعد الطاعون أصبح الجميع ذكورًا وإناثًا يرثون.

### الاضطهاد
مع قدوم الموت الأسود تجدد الحماس الديني والتعصب الديني.. بعض الأوروبيين استهدفوا «جماعات مثل اليهود والرهبان والأجانب والمتسولين والحجاج» والمصابين بالجذام والغجر معتقدين أنهم هم المسؤولون عن الأزمة.
أدت الاختلافات أيضًا في الممارسات الثقافية ونمط الحياة للاضطهاد فالطاعون اجتاح أوروبا في منتصف القرن الرابع عشر، وأدى هذا الاجتياح إلى إبادة أكثر من نصف السكان، واتُخذ اليهود أكباش فداء، ويرجع ذلك إلى حد ما بسبب مستوى النظافة الأعلى في المجتمعات اليهودية وعزلة أحيائهم مما جعل اليهود في بعض الأماكن أقل تأثرا بالطاعون. انتشرت اتهامات بأن اليهود سببوا هذا المرض بتسميم الآبار عمدا. هاجمت العصابات الشعبية الأوروبية المستوطنات اليهودية في جميع أنحاء أوروبا. بحلول عام 1351 تم تدمير 60 مجتمعًا يهوديًا رئيسيًا و 150 مجتمع يهودي أصغر، وقد وقعت أكثر من 350 مجزرة منفصلة.
وفقا لجوزيف بي بيرن فالنساء أيضا واجهن الاضطهاد أثناء الموت الأسود فعندما ضرب الطاعون القاهرة أصبحت النساء المسلمات أكباش فداء. كتب بيرن في 1348 أن شيوخ سلطان القاهرة أخبروه أن قدوم الطاعون إنما هو عقابٌ من الله بسبب الزنا، وأن وضع قانون ينص على عدم السماح بظهور المرأة على الملأ لأنهن قد يغرين الرجال ليرتكبوا الزنا. يقول بيرن أن هذا القانون ألغي عندما «اشتكى الأثرياء من عدم قدرة خادماتهم على تسوق الطعام».

### الدين
كان هناك تأثير كبير في الدين حيث اعتقد أن الطاعون عقوبة إلهيّة بسبب كثرة الخطايا. لم تتأثر أراضي الكنيسة ومبانيها بالطاعون. ولكن بات عدد الرهبان قليلًا جدًا مما صعّب الحفاظ على جدول الصلوات السابق. أكثر من نصف كهنة الرعايا الذين شاركوا في تأبين الموتى ماتوا هم أيضا. انتقلت الكنيسة لتوظيف أشخاص بديلين، ولكن العملية استغرقت وقتًا طويلا. تم افتتاح كليات جديدة في الجامعات القائمة مما سارع عملية التدريب. فتح نقص الكهنة فرص جديدة للنساء لتولي أدوار أكثر أهمية في الرعاية المحلية.
مارس الجلادون الجلد الذاتي للتكفير عن الخطايا، وأصبحت الحركة معروفة بعد الموت الأسود. قد تكون مشاركة الجلادين لاحقا في مذهب المتعة محاولة لتسريع غضب الله أو امتصاصه لتقصير الوقت الذي يعاني فيه الآخرون. على الأرجح أن شهرتهم ساهمت في نشر الإحساس باقتراب نهاية العالم وأن التصرفات الفردية ليس لها عواقب.
ضرب الموت الأسود الأديرة بقوة شديدة بسبب قربها مع المرضى الذين لجأوا هناك. ترك هذا نقص حاد في رجال الدين بعد دورة الوباء. في نهاية المطاف عُوّض النقص برجال دين دربوا على عجل وبدون خبرة، وكثير منهم لم يكن يعرف  قسوة أسلافه، لكن نادرا ما انتقد الإصلاحيون فشل الكنيسة في التعامل مع الكارثة.

## التأثير الثقافي

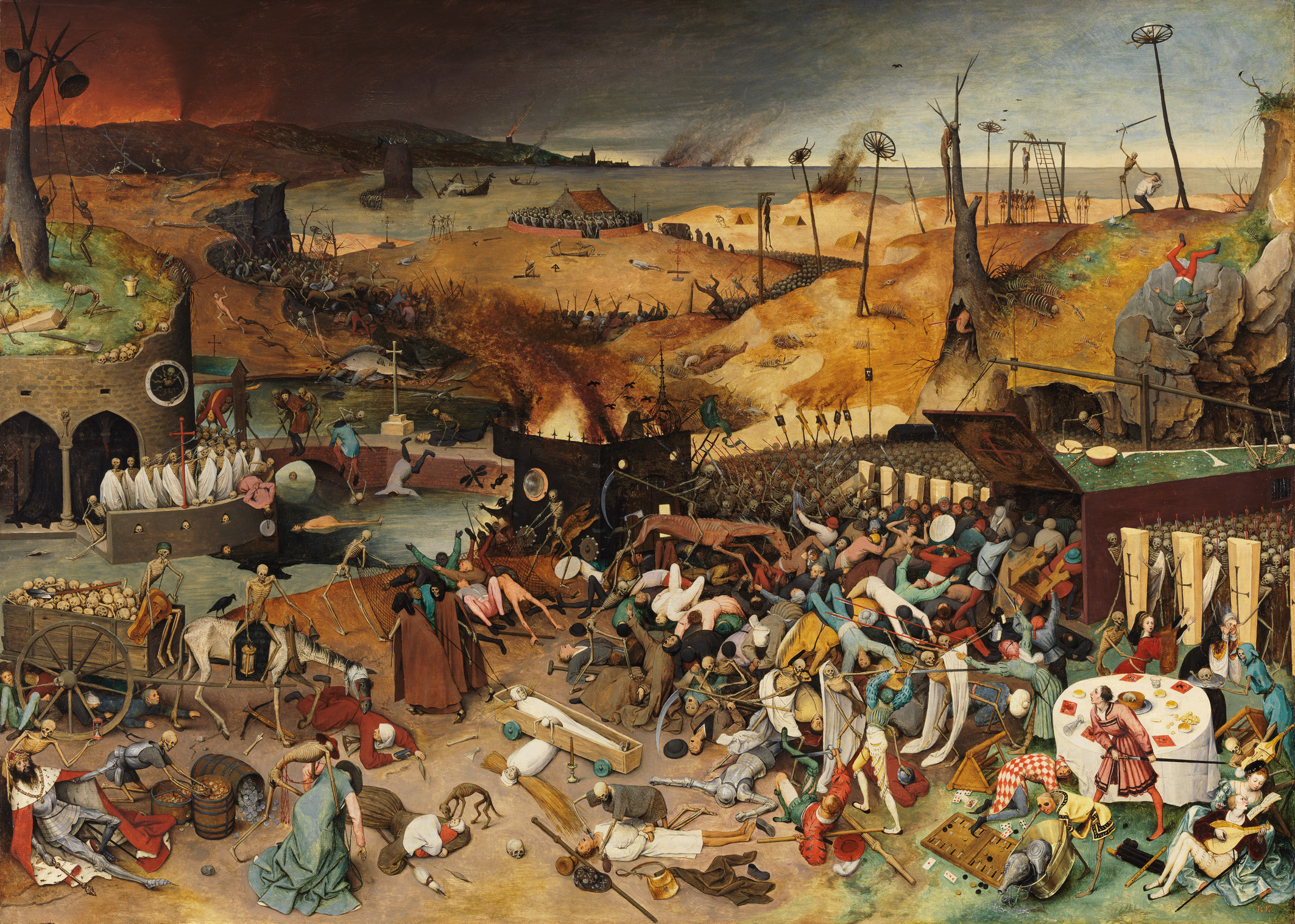
تسيد الموت لبيتر بروغل تعكس الخوف الاجتماعي الذي لحق الطاعون الذي دمر أوروبا في العصور الوسطى.

كان للموت الأسود تأثير على الفن والأدب. بعد سنة 1350، تحولت الثقافة الأوروبية  إلى ثقافة مَرَضية بشكل عام. كانت الحالة العامة التشاؤم وتحوّل الفن المعاصر إلى فن مظلم مفعم بتجسيد الموت. الصورة المنتشرة ل«رقصة الموت» أظهرت الموت (الهيكل العظمي) وهو يختار ضحاياه بعشوائية. العديد من الرسوم التخطيطية جاءت من كتاب كبوكاتشينو وبتراركا. كتب بيري لونل دي مونتخ عن سنة 1348 ميلادية شعرًا غنائيًا كان مهجورا وقتها.

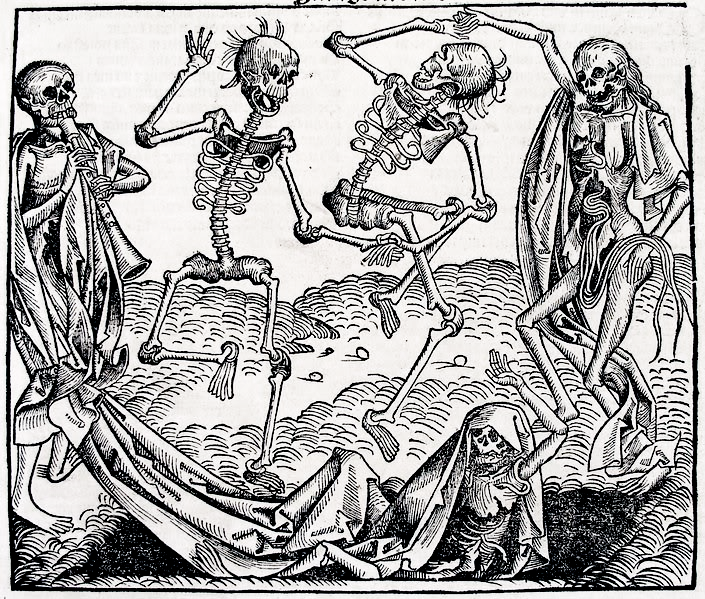
رقصة الموت، ملهمه من الموت الاسود، Danse Macabre

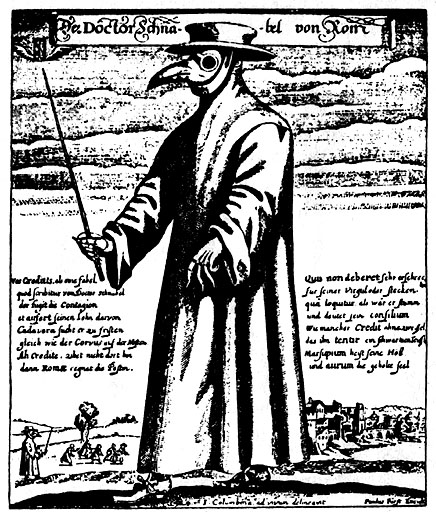
رسم بتاريخ 1656 لباول فورست Doktor Schnabel von Rom ("الدكتور منقار من روما").
خلال فترة الموت الأسود وطاعون لندن العظيم، حيث يقوم الطبيب بزيارة مرضاه.

### الطب
ضعفت ببطء ممارسة الخيمياء محل الطب (وهي ممارسة كان الأطباء يعتبرونها مقبولة) لأن الناس بدؤوا يدركون أنها نادرًا ما تؤثر على تقدّم الوباء وأن بعض العلاجات التي يستخدمها كثير من الخيميائيين كانت تزيد المريض سوءًا. كان الليكير (الذي صنعه أصلا الخيميائيون) يستخدم علاجًا للموت الأسود، ونتيجة لذلك ارتفع استهلاك المواد الكحولية بشدة في أوروبا.
كان الأطباء يزورون الضحايا ليتحققوا من إصابتهم. سجلات العقود المحفوظة تشير إلى مكانة عليا كان يحتلها الأطباء الذين كانوا أيضا يتلقون تعويضات مالية كبيرة بسبب الخطر الذي يتكبدونه. كانمعظم أطباء الطاعون فعليا من المتطوعين، إذ أن الأطباء المؤهلين كانوا يهربون في العادة، لعلهم بأنهم لا يستطيعون فعل شيء للمصابين.
لباس دكتور الطاعون يتكون من:
- قبعة سوداء عريضة تلبس قريبة من الرأس. كانت القبعة السوداء ذات الحافة العريضة تميّز الطبيب، كما تميّز القبعات هذه الأيام الطباخين، والجنود، والعمال. ومن الممكن أيضًا أن القبعة ذات الحافة العريضة كانت تستخدم كجزء من الوقاية من العدوى.
- قناع غاز بدائي على شكل منقار طير.كان هناك اعتقاد شائع في ذلك الوقت أن الطاعون ينتقل من مكان إلى آخر عن طريق الطيور. كان هناك اعتقاد أنه عند ارتداء قناع يشبه الطير، المرتدي له يستطيع أن يسحب الطاعون بعيدًا عن المريض وإلى داخل الرداء الذي يلبسه طبيب الطاعون. القناع يحتوي أيضًا مناظير زجاجية حمار، وكان يعتقد أنها تجعل مرتديها منيعًا على الشر. منقار القناع كان عادةً ممتلئًا بأعشاب عطرية قوية وتوابل لتقهر الجو الخانق أو «الهواء السيء» والذي كان يُعتقد أيضًا أنه يحمل الطاعون. وأقل ما كان يفعله هو التعتيم على رائحة الجثث والقشع غير المدفون من ضحايا الطاعون.
- معطف أسود طويل.المعطف الذي يرتديه طبيب الطاعون كان مطويًا خلف قناع المنقار عند حد الرقبة لتقليل ظهور البشرة. كان يصل للقدمين، وكان عادةً يغطى من الرأس للقدمين بشحم الماشية أو الشمع. غطاء من شحم الماشية كان يستخدم بسبب اعتقادهم أن الطاعون يستطيع أن يُسحب من لحم الضحية المصابة ليحاصر إما في شحم الماشية أو يحجر عليه في الشمع. غطاء الشمع كان يستخدم على الأرجح للحماية من التلوث التنفسي، ولكنه لم يكن معروفًا في ذلك الوقت ما إذا كان السعال ينقل المرض. كان المعطف على الأرجح يغطى بالشمع ببساطة ليمنع البصاق وسوائل الجسم من الالتصاق به.
- عصا خشبية. العصا كانت تستخدم لتوجيه أفراد العائلة ولتحريك المريض، وربما للكشف على المرضى بدون لمسهم بشكل مباشر.
- بناطيل من الجلد.مشابهة للرداء الذي يرتديه الصيادون، بناطيل الجلد كانت تُلبس تحت المعطف لتحمي الساقين والفخذين من العدوى. وبما أن الطاعون عادةً يظهر في الغدد اللمفاوية كانت حماية الإبطين، والرقبة، والفخذين تنال اهتمامًا خاصًا.

من المحتمل أنه ورغم أن رداء طبيب الطاعون كان يمنح بعض الحماية لمرتديه، إلا أن أطباء الطاعون أنفسهم ساهموا في نشر المرض أكثر من نشرهم للعلاج، طبيب الطاعون استعمل كناقل للبراغيث المصابة من عائل إلى عائل آخر.
بالرغم من أن الموت الأسود يبيّن نقص علم الطب في عهد القرون الوسطى، إلا أنه أيضًا قاد إلى تغيرات إيجابية في مجال الطب. كما وصف ديفيد هيرلي في كتابه “الموت الأسود وتحول الغرب” فالتركيز صار على “الفحوصات التشريحية” بعد الموت الأسود. تغيّرت كيفية دراسة جسم الإنسان وأصبح التعامل معه متفاوتًا في حالات الصحة عن حالات المرض. علاوة على صارت أهمية الجراحين أكثر وضوحًا.
وفقا لنظرية اقترحها ستيفان أوبريان فمن المحتمل أن الموت الأسود مسؤول، من خلال الانتقاء الطبيعي، عن ارتفاع الخلل الجيني CCR5 في سلالة الشعب الأوروبي. الجين يؤثر على وظيفة الخلايا التائية ويمنحها حماية من فيروس العوز المناعي البشري والجدري، بل قد يحميها من الموت الأسود، بالرغم من عدم وجود تفسير للأخير. هذه النظرية تتعرض لتحدي الآن لأن الجين CCR5-Δ32 وُجد أنه منتشر في عينات من أنسجة من العصر البرونزي.

### الهندسة المعمارية
ألهم الطاعون المهندسين المعماريين الأوروبيين لينقسموا إلى قسمين:
1. إعادة إحياء الطراز اليوناني الروماني الذي عبر عن حب بتراركا للعصور القديمة باستخدام الحجر والطلاء.
2. تفصيل أكثر للعمارة القوطية.